# Obščina

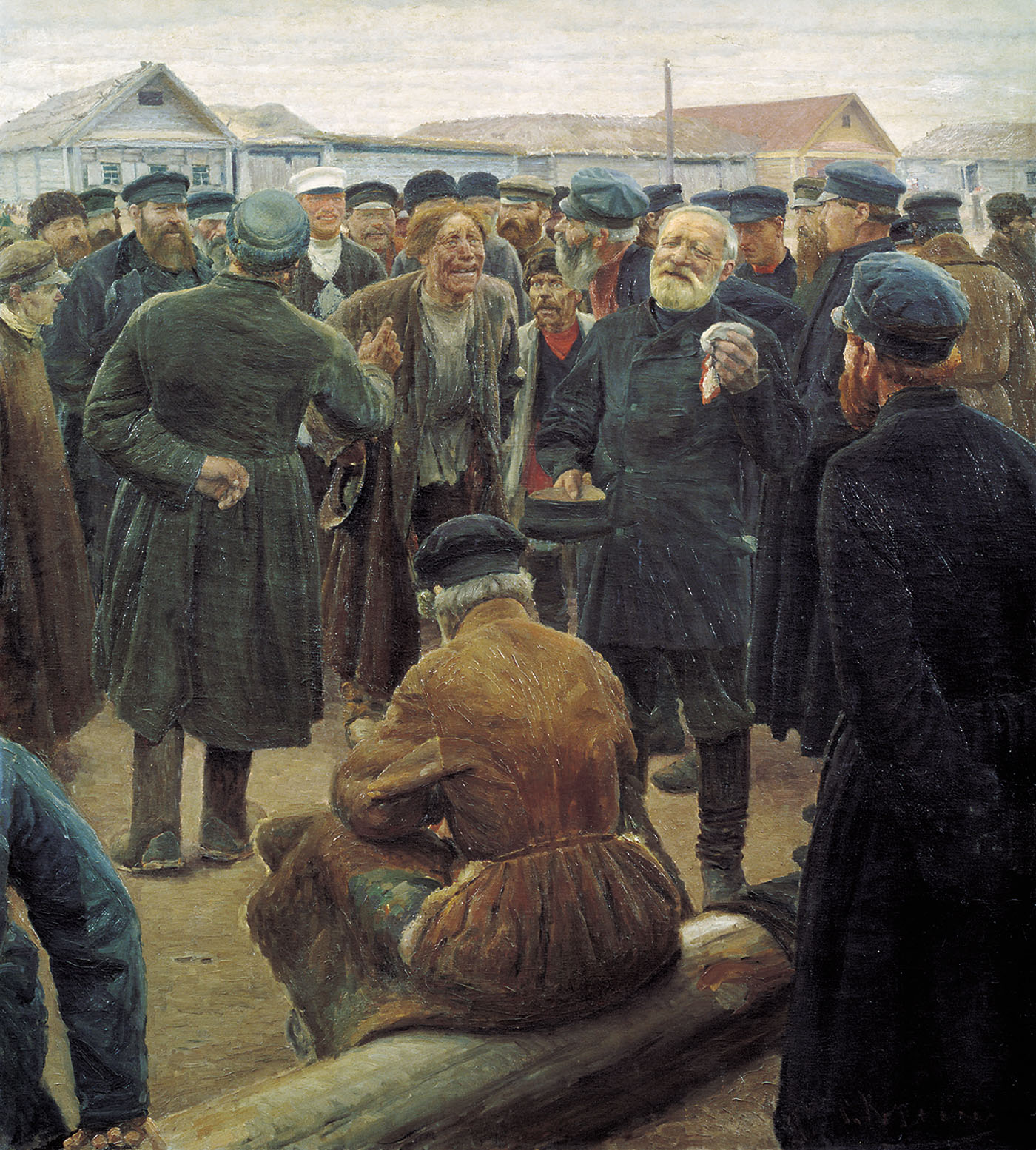
Nel mir, dipinto di Sergej Korovin

Obščina (in russo община?) è un termine utilizzato nell'età dell'Impero russo per riferirsi alle terre coltivate in comune dai contadini, in contrasto con la proprietà rurale individuale (in russo хутор?, chutor).
La parola deriva dall'aggettivo russo obščij (in russo общий?), «comune« ». Originariamente deriva dall'antica forma di agricoltura nomade praticata dai contadini russi. Questo istituto fu in parte ridimensionato dopo la riforma agraria di Stolypin (1906–1911) e scomparve con la rivoluzione russa del 1917 e la conseguente collettivizzazione nell'Unione Sovietica.
Persino dopo l'emancipazione dei servi della gleba e l'abolizione di questo tipo di schiavitù, avvenuta nel 1861, il contadino nel suo lavoro giornaliero normalmente aveva poca indipendenza dalle decisioni assunte dall'obščina, tramite il suo organo direttivo, l'assemblea plenaria della comunità (mir). Le determinazioni di questa riguardavano infatti il controllo e la redistribuzione della terra comune e delle foreste (qualora fossero sotto la sua giurisdizione), l'arruolamento delle reclute per il servizio militare statale (ogni comunità infatti era obbligata a fornire all'esercito un determinato numero di uomini) e l'erogazione di punizioni per i crimini minori.
L'obščina era anche obbligata in solido al pagamento delle tasse dei singoli membri. Questo tipo di responsabilità condivisa era nota con il nome di krugovaja poruka, anche se l'esatto significato di questa espressione cambiò nel corso del tempo. Vicino alle proprietà comuni stavano le proprietà individuali nobiliari che i contadini, anche quando furono affrancati dalla servitù, erano obbligati a lavorare gratuitamente (corvée). Tale istituto è descritto dallo scrittore russo Lev Tolstoj nel suo romanzo Resurrezione.
I filosofi russi del XIX secolo considerarono l'obščina come un fattore unico nel panorama europeo, tale da distinguere la Russia dalle altre nazioni civilizzate. I populisti videro in questo istituto pre-capitalistico il germe di una futura società socialista mentre gli slavofili la esaltarono quale simbolo dell'unità spirituale e della cooperazione tra le classi della società russa.